# Charles Clermont-Ganneau

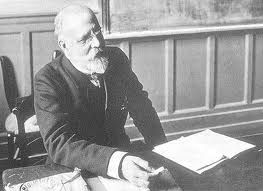
Charles Clermont-Ganneau

Charles Simon Clermont-Ganneau (* 19. Februar 1846 in Paris; † 15. Februar 1923 ebenda) war ein französischer Diplomat, Orientalist, Epigraphiker und Archäologe. Er hatte ab 1890 den Lehrstuhl für semitische Epigraphik und Altertümer am Collège de France sowie ab 1893/94 zusätzlich den Lehrstuhl für Archäologie des Nahen Ostens an der École pratique des hautes études inne.

## Leben
Charles Simon Clermont-Ganneau war der Sohn des Mystikers und Bildhauers Simon Ganneau. Nach dem Tod seines Vaters 1851 wurde er von Théophile Gautier betreut. Er besuchte das Collège Sainte-Barbe und das Lycée Louis-le-Grand, wo er ein Mitschüler des späteren Ägyptologen Gaston Maspero war. Am École impériale spéciale des langues orientales vivantes und am Collège de France in Paris studierte er Arabisch, Türkisch, Persisch, Hebräisch und semitische Epigraphik. Er bestand 1867 die Licence und wurde im selben Jahr als Dragoman (Übersetzer für orientalische Sprachen) in den auswärtigen Dienst Frankreichs aufgenommen. Danach war er Übersetzer an den Konsulaten in Jerusalem und Konstantinopel, was er auch zu archäologischen Untersuchungen nutzte.
Sein größter Erfolg war der Erwerb der Mescha-Stele, der ältesten bekannten semitischen Inschrift, für Frankreich, an der damals auch das Deutsche Reich (mit Unterstützung des Osmanischen Reichs) interessiert war, was auch zu diplomatischen Verwicklungen führte. Der Beduinenstamm, der die Stele gefunden hatte, zerbrach sie 1869 in mehrere Teile, von denen einige verloren gingen. Unmittelbar davor hatte Clermont-Ganneau noch einen arabischen Vertrauten zu den Beduinen geschickt, um einen Kopie der Inschrift zu machen. Damit konnte Clermont-Ganneau später die Stele rekonstruieren. 

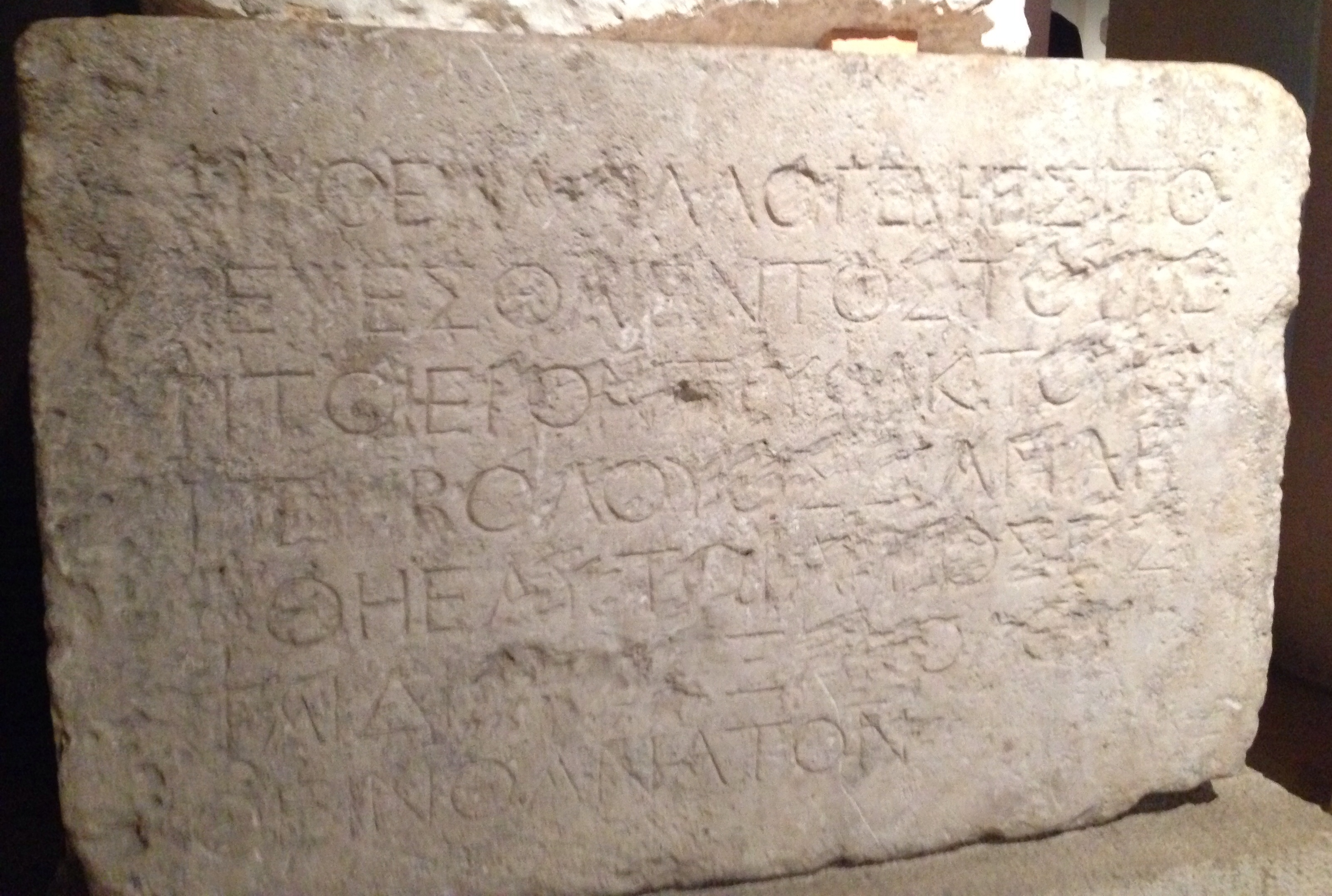
Von Clermont-Ganneau entdeckte Warntafel für das Betreten des Jerusalemer Tempels durch Unbefugte, Archäologisches Museum Istanbul

Clermont-Ganneau entdeckte 1871 in Jerusalem eine Warntafel mit griechischer Inschrift aus der Zeit des Herodianischen Tempels (um die Zeitenwende), die Unbefugten vor Betreten des Tempels warnte und mit der Todesstrafe bedrohte (sie befindet sich heute im Archäologischen Museum Istanbul). Bei Untersuchungen für den Palestine Exploration Fund 1874 untersuchte er unter anderem Felsgräber um Jerusalem sowie die Paternosterkirche und grub in Emmaus Nikopolis. In den Jahren 1873/1874 identifizierte er den Ort des biblischen Gezer, wo er auch ausgrub. Ebenso führte er Ausgrabungen auf Jaffas jüdischem Friedhof des 2.–4. Jahrhunderts n. Chr. im Auftrag der Russischen Geistlichen Mission in Jerusalem auf deren Gelände in Abu Kabir.
Ab 1876 lehrte Clermont-Ganneau als Repetitor, ab 1878 als stellvertretender Directeur d’études für orientalische Archäologie an der École pratique des hautes études (EPHE). 1881 wurde er Vizekonsul in Jaffa. Er leitete außerdem Expeditionen nach Syrien (1881), Kreta (1895) und Elephantine (1906 bis 1908). Ernest Renan verlangte, dass für Clermont-Ganneau ein Lehrstuhl der semitischen Epigraphik und Altertümer am Collège de France geschaffen werden sollte, auf den er 1890 berufen wurde. Zusätzlich war er ab 1893 oder 1894 Directeur d’études in der historisch-philologischen (IV.) Sektion der EPHE.
Clermont-Ganneau deckte einige archäologische Fälschungen auf, so die einer angeblich biblischen Handschrift, die das British Museum 1883 durch Vermittlung Moses Wilhelm Shapiras erworben hatte. Das französische Bildungsministerium beauftragte ihn 1903 mit der Untersuchung der angeblich skythischen „Saitaphernes-Tiara“, die sich ebenfalls als Fälschung herausstellte.

## Ehrungen
1875 wurde Charles Clermont-Ganneau zum Ritter der Ehrenlegion ernannt. 1889 wurde er zum Mitglied der Académie des Inscriptions et Belles-Lettres gewählt. Seit 1899 war er korrespondierendes Mitglied der Russischen Akademie der Wissenschaften in Sankt Petersburg.

## Schriften (Auswahl)
- La Stele de Mesa, Roi de Moab. Paris 1870 (Digitalisat)
- L’imagerie phénicienne et la mythologie iconologique chez les Grecs. Paris 1880 (Digitalisat)
- Etudes d’archéologie orientale, 2 Bände, Vieweg, Paris 1880, 1897, (Digitalisat Band 1)
- Les fraudes archéologiques. Leroux, Paris 1885 (Digitalisat)
- Palestine inconnue, Paris 1886 (Digitalisat)
- Recueil d’archéologie orientale, 8 Bände, Paris 1888–1924
- Les antiquités semitiques, Paris 1890 (Antrittsvorlesung am Collège de France; Digitalisat)
- Album d’antiquités orientales. Paris 1897
- Archaeological Researches in Palestine 1873–1874, 2 Bände, London 1896 (Digitalisat Band 1, Digitalisat Band 2)